# Ghetto di Kielce
Il Ghetto di Kielce è stato uno dei più ampi tra i ghetti nazisti istituiti in seguito all'invasione tedesca della Polonia. Formalmente istituito il 31 marzo 1941, accolse circa 27.000 persone. 4.000 di esse perirono di stenti prima che l'intero ghetto fosse liquidato tra il 20 e il 24 agosto 1942. In quei pochi giorni la quasi totalità della sua popolazione fu inviata nelle camere a gas del campo di sterminio di Treblinka o uccisa in loco.

## Storia
Kielce fu occupata il 4 settembre 1939 dall'esercito tedesco, nei giorni immediatamente seguenti l'invasione della Polonia e l'inizio della seconda guerra mondiale. Circa 18.000-20.0000 ebrei vivevano allora nella città, che dal XIX secolo aveva conosciuto un rapido e progressivo aumento della sua popolazione ebraica.
Come in tutte le altre città occupate, le violenze antiebraiche ebbero inizio immediato, con lo scopo di terrorizzare la popolazione ebraica locale. I beni e le proprietà degli ebrei furono confiscati. Ogni attività religiosa fu proibita. La sinagoga fu dissacrata e trasformata in un magazzino. Fu fondato un Judenrat, presieduto inizialmente da Mojżesz Pelc, direttore del locale ospedale ebraico.
Il 1º dicembre 1939 fu imposto a tutti gli ebrei di indossare la stella di David. Con il trasferimento forzato degli ebrei che vivevano nella regione circostante, la popolazione ebraica crebbe a circa 25.000 unità. Indisponibile ad eseguire gli ordini dei nazisti, Mojżesz Pelc si fece da parte e Hermann Levy divenne il suo successore nell'agosto 1940.

### Il ghetto

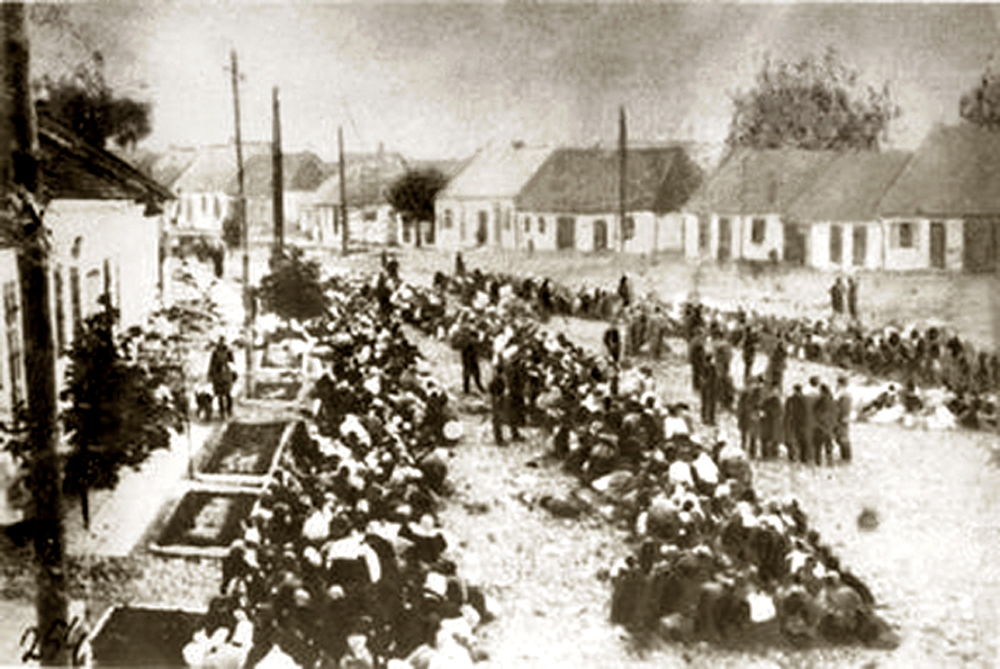
Liquidazione del ghetto di Kielce

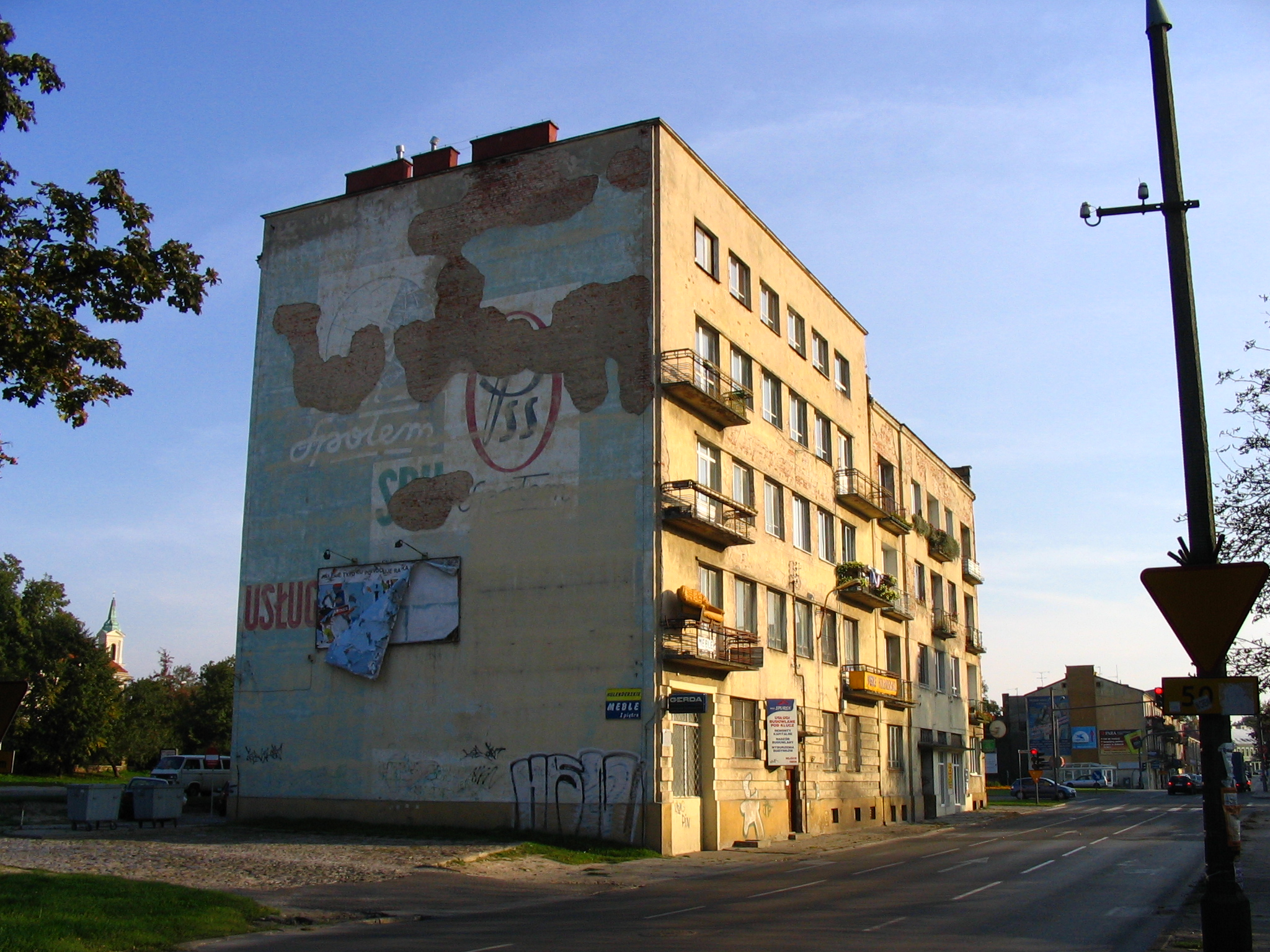
L'edificio dell'ex-ospedale ebraico (demolito nel 2011), i cui pazienti furono uccisi sul posto durante la liquidazione del ghetto

Il 31 marzo 1941 fu ufficialmente fondato il ghetto di Kielce, circondato da una palizzata di legno sormontata da filo spinato, e sorvegliato da guardie armate. Secondo uno schema comune ai ghetti nazisti, anche il ghetto di Kielce era diviso in due parti, il Grande Ghetto e il Piccolo Ghetto, per separare gli "abili" al lavoro dagli "inabili". Nuovi deportati dai villaggi vicini erano stati fatti nel frattempo affluire in città, incluso un gruppo di 1.004 ebrei da Vienna, giuntovi a fine febbraio. In un'area dove prima della guerra vivevano circa 15.000 persone in 500 edifici, erano ora stipati oltre 27.000 ebrei.
Tra il 2 e il 5 aprile 1941 fu completato il trasferimento dell'intera popolazione ebraica della regione nell'area del ghetto e il ghetto fu chiuso ad ogni rapporto con l'esterno. La situazione si fece subito drammatica. La razione di cibo era ufficialmente di 130 grammi di pane a persona ogni due giorni. Solo ai membri dello Judenrat e della polizia ebraica venivano date razioni più abbondanti. Si sviluppò subito un attivo mercato nero, nonostante le punizioni e le minacce. La maggior parte delle persone scambiava i vestiti o oggetti di valore per il cibo ma ciò non fu sufficiente ad alleviare la situazione. Circa 4.000 persone morirono nel primo inverno del ghetto, soprattutto anziani e bambini, per la fame, il freddo e le malattie.
Continue violenze ed uccisioni segnarono la vita del ghetto. Tra le numerose vittime (spesso uccise dalle guardie tedesche per i più futili motivi) anche Mojżesz Pelc, deportato il 30 luglio 1941 ad Auschwitz, dove troverà la morte. Nella primavera del 1942, la Gestapo organizzò un'azione "contro ufficiali e comunisti polacchi" nella quale furono fucilati diversi medici ebrei e membri dell'intellighenzia, altri arrestati e deportati ad Auschwitz. Secondo una prassi consolidata, in previsione della liquidazione del ghetti, la Gestapo voleva eliminare tutte le persone che teoricamente potessero emergere come leader della resistenza nel ghetto.
La liquidazione del ghetto ebbe luogo dal 20 al 24 agosto 1942. A tale scopo, i tedeschi portarono a Kielce un'unità speciale di circa 150 uomini delle SS, inclusi volontari ucraini. A dirigere le operazioni furono SS-Hauptsturmführer Ernst Thomas e Hauptmann Hans Geier. Tutti gli abitanti del ghetto furono sottoposti a selezione. Alla fine un totale di 20.000 - 21.000 ebrei furono deportati a morire nel campo di sterminio di Treblinka. Altre 1.200 persone (ovvero anziani, invalidi, bambini dell'orfanotrofio, donne incinte e malati dell'ospedale) furono uccisi sul posto. Tutte le proprietà dei deportati furono confiscate.

### Epilogo
Il 24 agosto 1942 nell'area del ghetto erano rimasti solo circa 2000 ebrei abili al lavoro, che furono impiegati a ripulire le strade ed inventariare tutte le proprietà confiscate ai deportati (vestiti, biancheria, attrezzature e mobilio). Ormai il ghetto aveva cessato di esistere ed anche il presidente dello Judenrat, Hermann Levy, fu ucciso nel gennaio 1943 dalle SS; a capo del campo di lavoro fu posto come Lagerälteste Gustav Spiegel, un ebreo tedesco. Il campo di lavoro nell'area dell'ex-ghetto rimase in attività fino alla primavera del 1943. 
Nel maggio 1943 gruppi di lavoratori ebrei da Kielce furono deportati nei campi di lavoro di Starachowice, Skarzysko-Kamienna, Pionki e Blizyn. Il 23 maggio 1943 un gruppo di 45 bambini, "dai 15 mesi ai 15 anni", gli ultimi ad essere sopravvissuti con le loro famiglie alle selezioni nel campo, furono massacrati al cimitero ebraico. Le poche centinaia di ebrei rimasti furono assegnati a tre piccoli campi di lavoro della zona. Nell'agosto del 1944 anche questi campi furono chiusi e i prigionieri trasferiti ad Auschwitz o in altri campi. Si conoscono i nomi di solo 28 ebrei che riuscirono a fuggire e ad unirsi ai partigiani. Alla fine si conteranno solo 500 ebrei sopravvissuti di Kielce, sui 20.000 che vi abitavano prima della guerra.

### Il pogrom di Kielce
Con l'arrivo delle truppe sovietiche il 15 gennaio 1945, 150 ebrei fecero ritorno a Kielce. La fine della guerra non significò tuttavia la fine delle violenze antiebraiche. Nella complessa e difficile situazione del dopoguerra, i diffusi pregiudizi antisemiti continuarono ad essere alimentati per motivi politici o a giustificazione del rifiuto di restituire i beni confiscati. Incredibilmente, quasi in un ritorno ai tempi medievali, nel giugno del 1946 i pochi ebrei sopravvissuti di Di Kielce furono accusati di aver commesso un omicidio rituale su un ragazzo polacco scomparso. Il 1º luglio 1946 una folla furiosa si radunò attorno all'edificio dove gli ebrei si erano raccolti e il 4 luglio 1946 uccisero 42 ebrei.

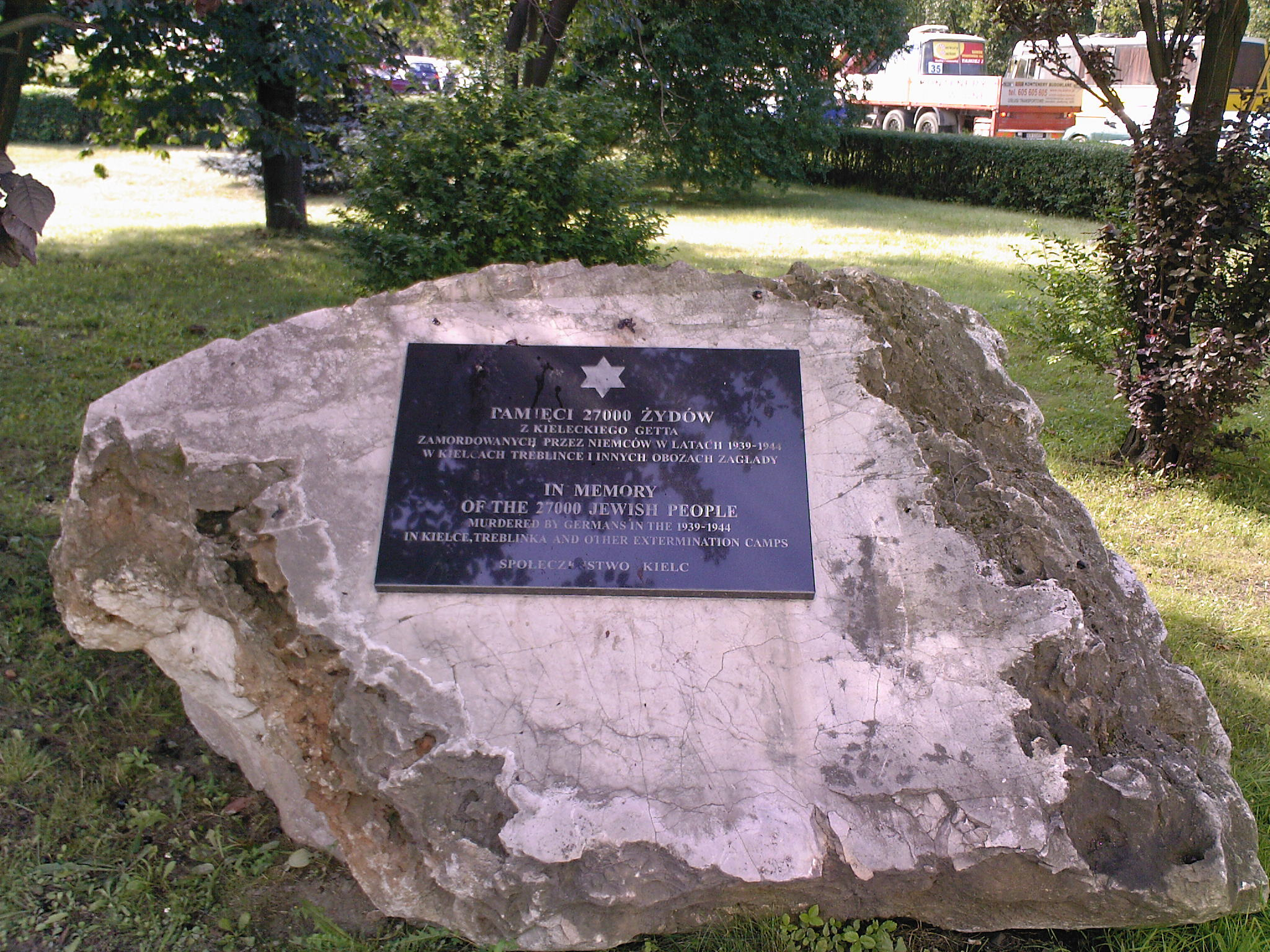
Lapide in memoria delle vittime del ghetto

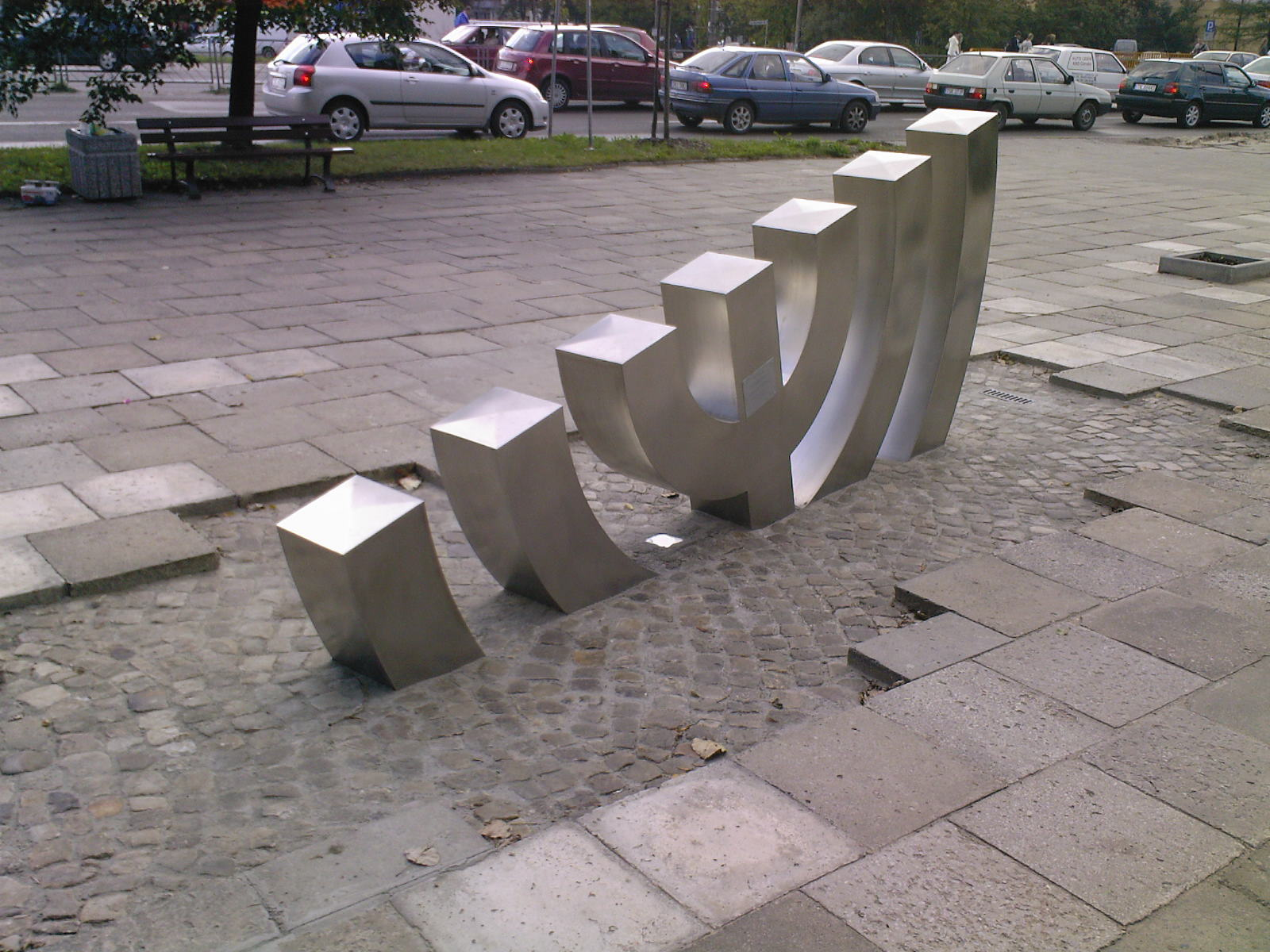
Il memoriale del ghetto

Il pogrom di Kielce si fermò solo per l'intervento delle truppe polacche. Sette persone considerate responsabili delle violenze furono condannate a morte. Il ragazzo scomparso "riapparve" in un villaggio vicino. Il messaggio del pogrom sui superstiti dell'Olocausto in Polonia fu tuttavia chiaro; non ci sarebbe stato per loro un futuro neanche nella Polonia post-nazista. Per la stragrande maggioranza degli ebrei polacchi ancora in vita cominciò l'esodo verso la Palestina o altri paesi.

## La memoria
Nel 1987 una prima lapide fu posta sull'edificio costruito sulle rovine dell'ex-sinagoga, a marcarlo come luogo di memoria.
Nel 1996 due piccoli monumenti furono eretti nell'area dell'ex-ghetto: l'uno a ricordare le 27.000 vittime del ghetto; l'altro quei polacchi che come giusti tra le nazioni nascosero e salvarono le vite di alcuni ebrei in città.
Nel 2000 una targa fu collocata all'Ospedale Municipale di Kielce in memoria di Mojżesz Pelc. A lui è oggi intitolata anche una via della città.
Nel 2007 un monumento, in forma di una grande menorah interrata, fu collocato a memoria degli eccidi di ebrei con una lapide in ebraico, polacco e inglese.
Al cimitero ebraico un monumento ricorda i 45 bambini ebrei ivi uccisi nel massacro del 23 maggio 1943.